# Rangapara
Rangapara là một thị xã và là nơi đặt ủy ban khu vực thị xã (town area committee) của quận Sonitpur thuộc bang Assam, Ấn Độ.

## Địa lý
Rangapara có vị trí 26°49′B 92°39′Đ / 26,82°B 92,65°Đ Nó có độ cao trung bình là 206 mét (675 feet).

## Nhân khẩu
Theo điều tra dân số năm 2001 của Ấn Độ, Rangapara có dân số 18.822 người. Phái nam chiếm 54% tổng số dân và phái nữ chiếm 46%. Rangapara có tỷ lệ 76% biết đọc biết viết, cao hơn tỷ lệ trung bình toàn quốc là 59,5%: tỷ lệ cho phái nam là 81%, và tỷ lệ cho phái nữ là 70%. Tại Rangapara, 10% dân số nhỏ hơn 6 tuổi.